# Ralja (Sopot)
Ralja (Servisch cyrillisch Раља) is een plaats in de Servische gemeente Sopot. De plaats telt 2858 inwoners (2002).